# Tång (biologi)

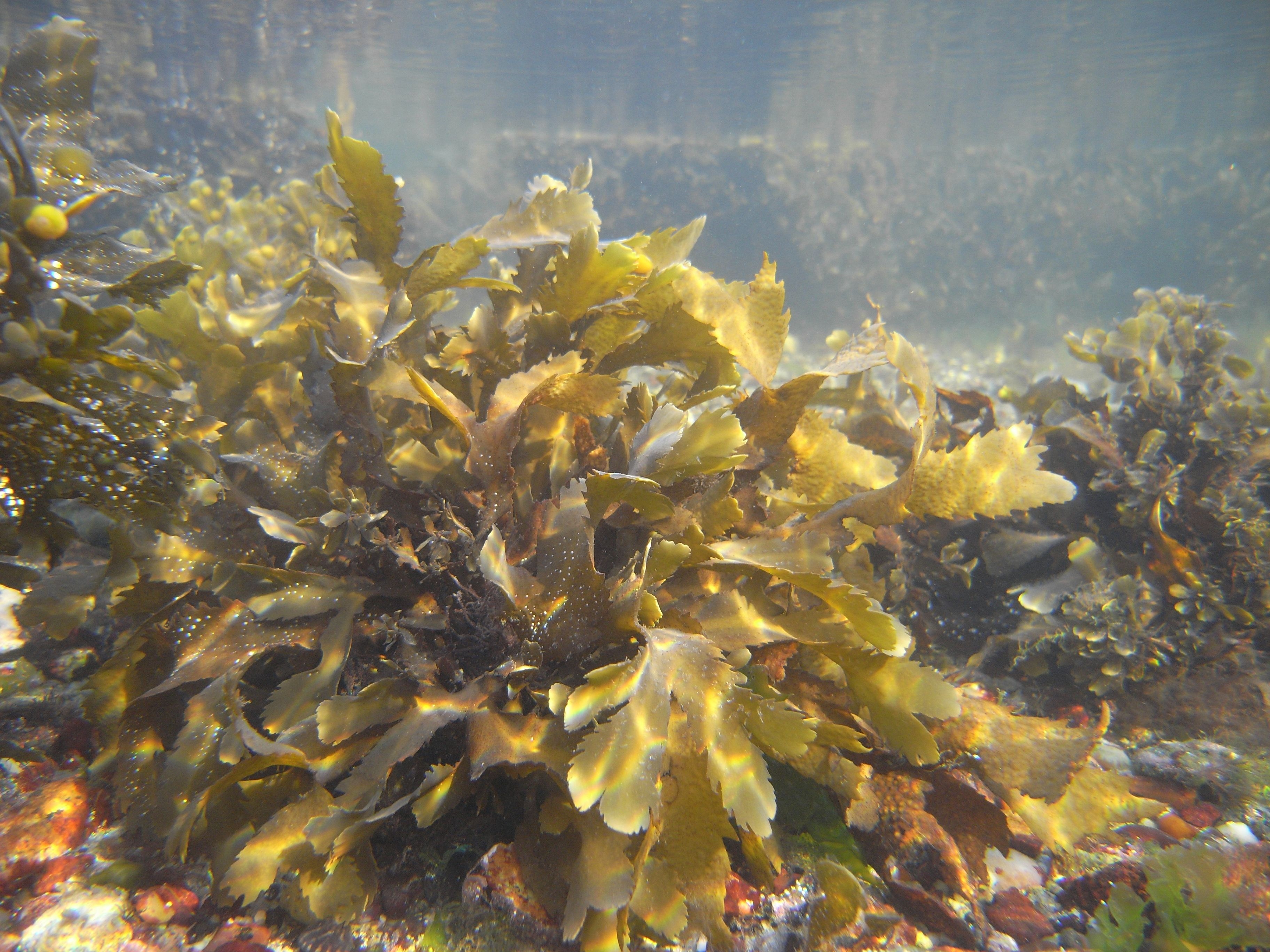
Sågtång (Fucus serratus).

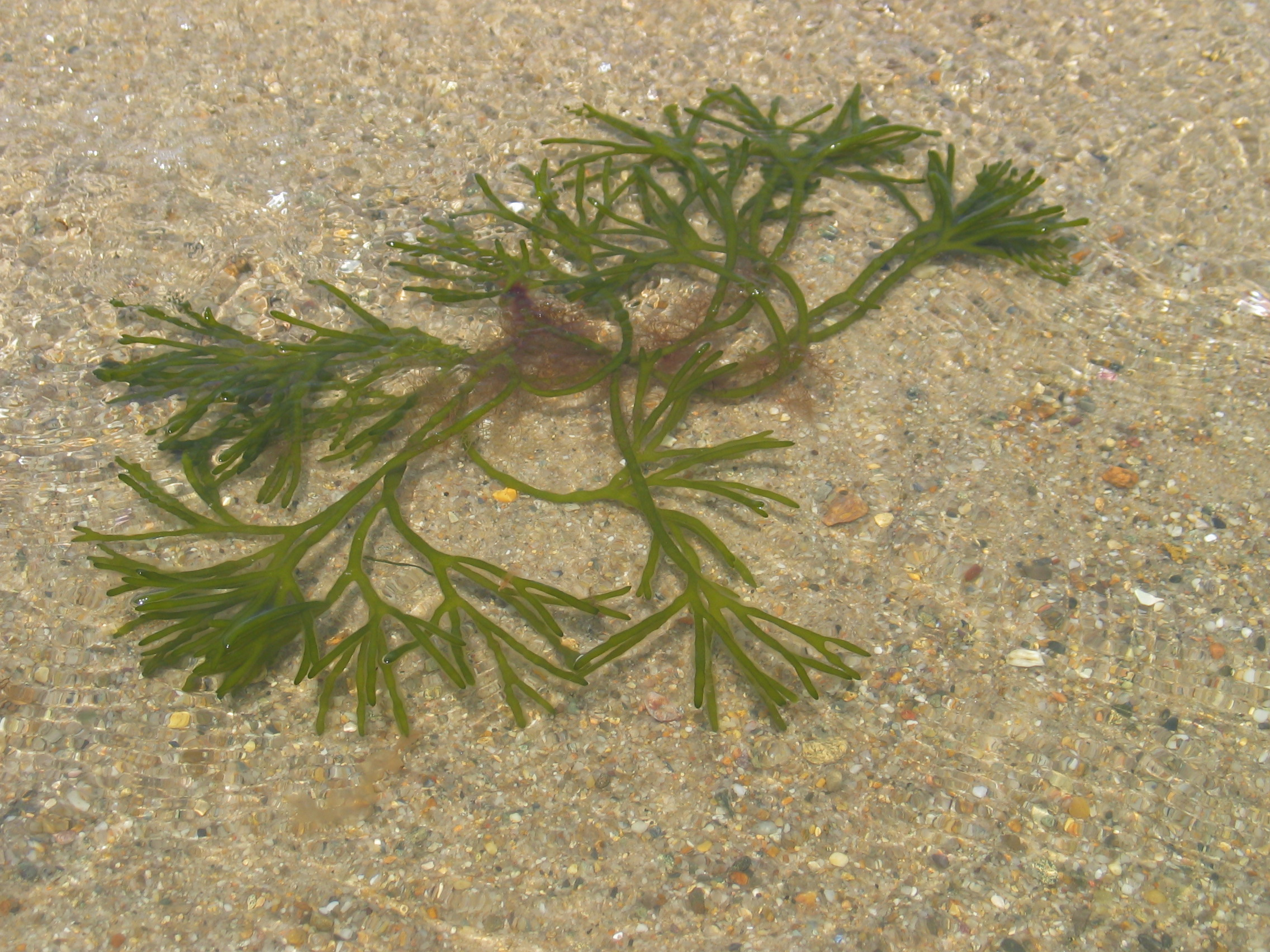
Kodium (Codium fragile) grönalg i Massachusetts, USA.

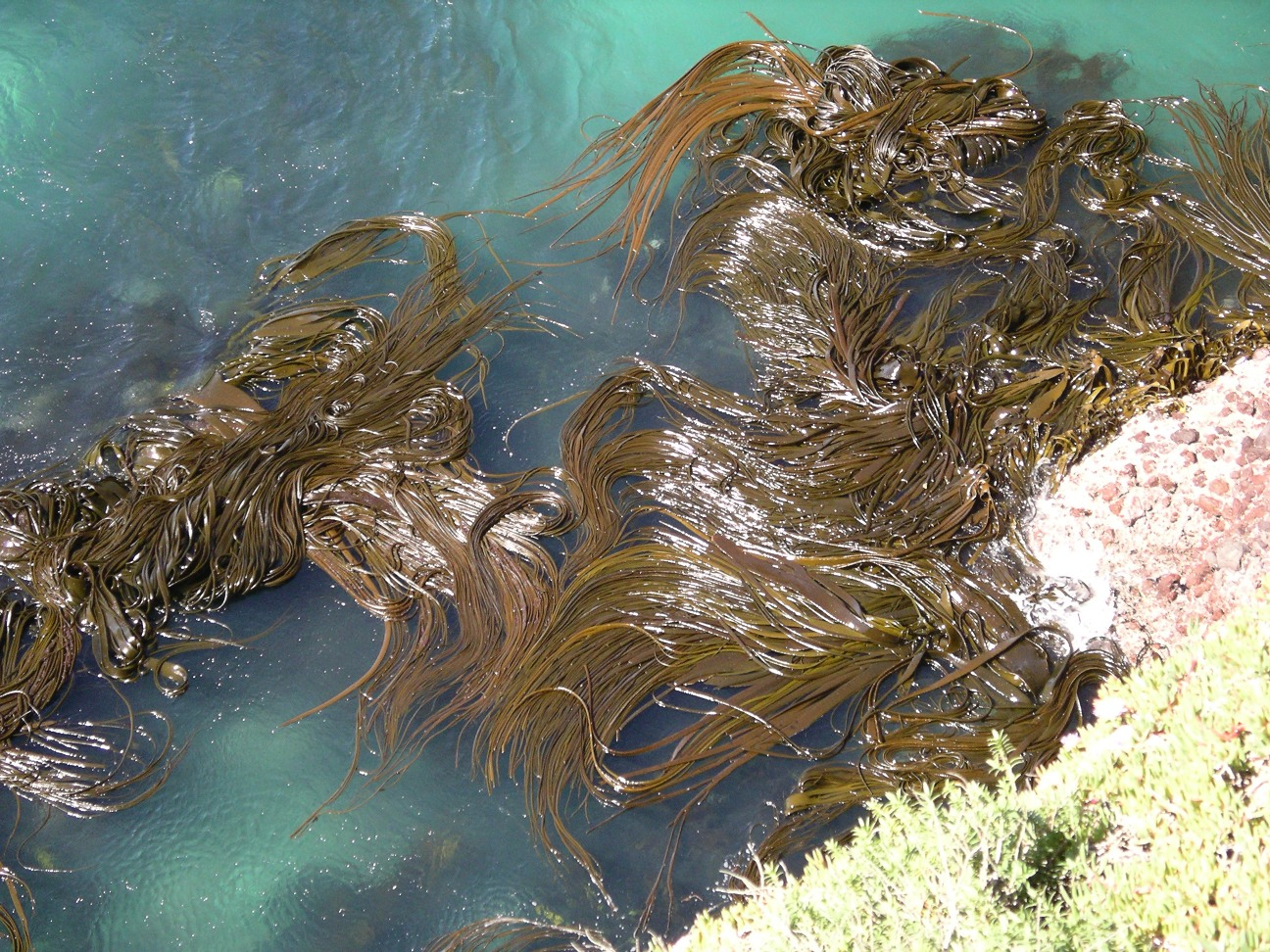
Den ytliga delen av en kelpskog (Durvillaea antarctica) i Otago, Nya Zeeland.

Tång är ett samlingsnamn för stora vattenlevande alger samt en del fanerogamer. Termen används främst om släkten inom brunalger och rödalger, men även om vissa grönalger och cyanobakterier samt fanerogamer, som ålgräs. Benämningen tång omfattar växter med stora inbördes olikheter som inte är närbesläktade. Det är alltså en polyfyletisk gruppering som saknar taxonomisk betydelse.

## Ekologi
Växter som kallas tång förekommer främst i havsvatten, men vissa även i brackvatten, och kräver ljus för att upprätthålla fotosyntesen. Flera arter behöver också något att sitta fast på, även om det förekommer friflytande arter inom exempelvis släktena Sargassum och Gracilaria. På grund av dessa ekologiska behov förekommer tång främst i havsområden i närheten av stranden, i den så kallade litorala zonen, och i denna zon oftare vid klippiga eller steniga stränder, än vid sandiga eller grusiga stränder. Växter som benämns som tång kan växa på flera meters djup medan andra lever precis vid vattenytan och bara fuktas av vågor. Vissa tångarter har anpassat sig till ett liv i tidvattenpölar där de i perioder till och med överlever att bli uttorkade.

## Användning

### Gödsel och isolering
Tång som drivit upp på stränderna har använts som gödsel, på grund av dess innehåll av bland annat kalium- och kväveföreningar. När man bärgar tång från stranden kallas det tångtäkt. Rätten till sådan täkt var förr en eftersträvansvärd rättighet och ledde i sig också till att stränderna hölls rena från tången, som annars kan ligga kvar och ruttna och leda till övergödning av det kustnära vattnet. Dessutom användes tång som isoleringsmaterial i husväggar och även till tak i stället för halm.

### Mat

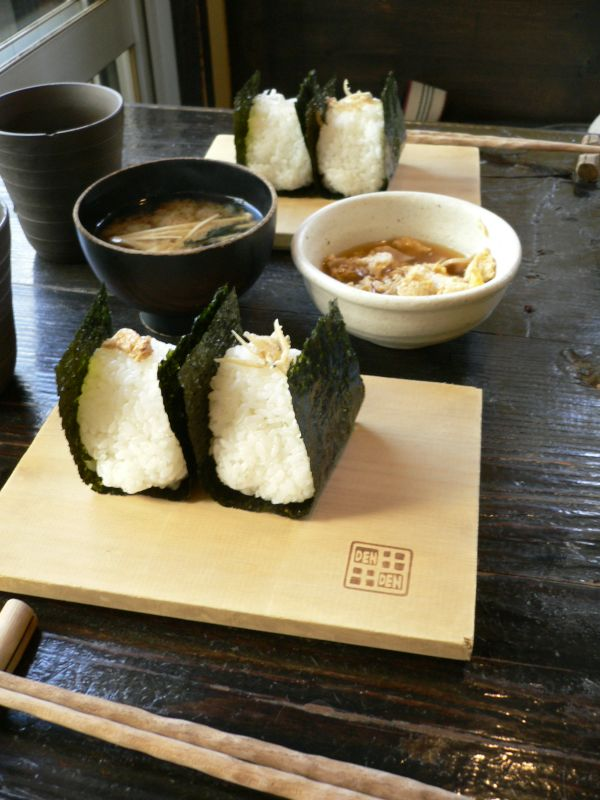
Rostade tångblad, så kallad nori, används för sushi samt i misosoppa.

I flera länder som Kina, Japan och Korea har tång ingått i basfödan sedan lång tid tillbaka. Även i Europa används tång som föda i länder som Island, Norge, längs västkusten i Frankrike, på Irlands atlantkust, norra och västra delarna av Wales samt några delar av Englands sydvästra kust. Även i Nova Scotia och Newfoundland och bland Māorifolket på Nya Zeeland har tång utgjort föda. I Kina, Sydkorea och Japan odlas tång kommersiellt. I många länder, som i Sverige, där det inte har funnits en tradition av att konsumera tång, har intresset för denna näringskälla ökat.

### Medicin och skönhetsprodukter
Vissa typer av tång används även inom kosmetikaindustrin, till förtjockningsmedel och för att rena industrivatten från giftiga metaller. Tångbad, där tångruskor gnuggas mot kroppen, praktiseras vid somliga kuranstalter.

## Namn
Dialektala benämningar för tång
| Namn  | Trakt                  | Referens | Anteckning                                                       |
| ----- | ---------------------- | -------- | ---------------------------------------------------------------- |
|       |                        |          |                                                                  |
| Kåve  | Blekinge Svenskfinland | [ 10 ]   |                                                                  |
| Släke | Gotland                | [ 11 ]   | Gäller såväl tång som andra havsväxter, som spolats upp på land. |

## Släkten
Ett urval släkten som omfattar vattenväxter som brukar kallas för tång.
| Släkten     |  | Algfylum | Kommentar                                                              |
| ----------- |  | -------- | ---------------------------------------------------------------------- |
| Caulerpa    |  | Grön-    | Lever under vattnet                                                    |
| Fucus       |  | Brun-    | I vattenytan på steniga stränder.                                      |
| Gracilaria  |  | Röd-     | Odlas som föda                                                         |
| Laminaria   |  | Brun-    | Även känd som kelp, växer 8–30 meter under vattenytan. Odlas som föda. |
| Macrocystis |  | Brun-    | Jättekelp                                                              |
| Monostroma  |  | Grön-    | Odlas som föda                                                         |
| Porphyra    |  | Röd-     | Växer i tidvattenzonen i tempererat klimat. Odlas som föda.            |

## Bilder

Tång
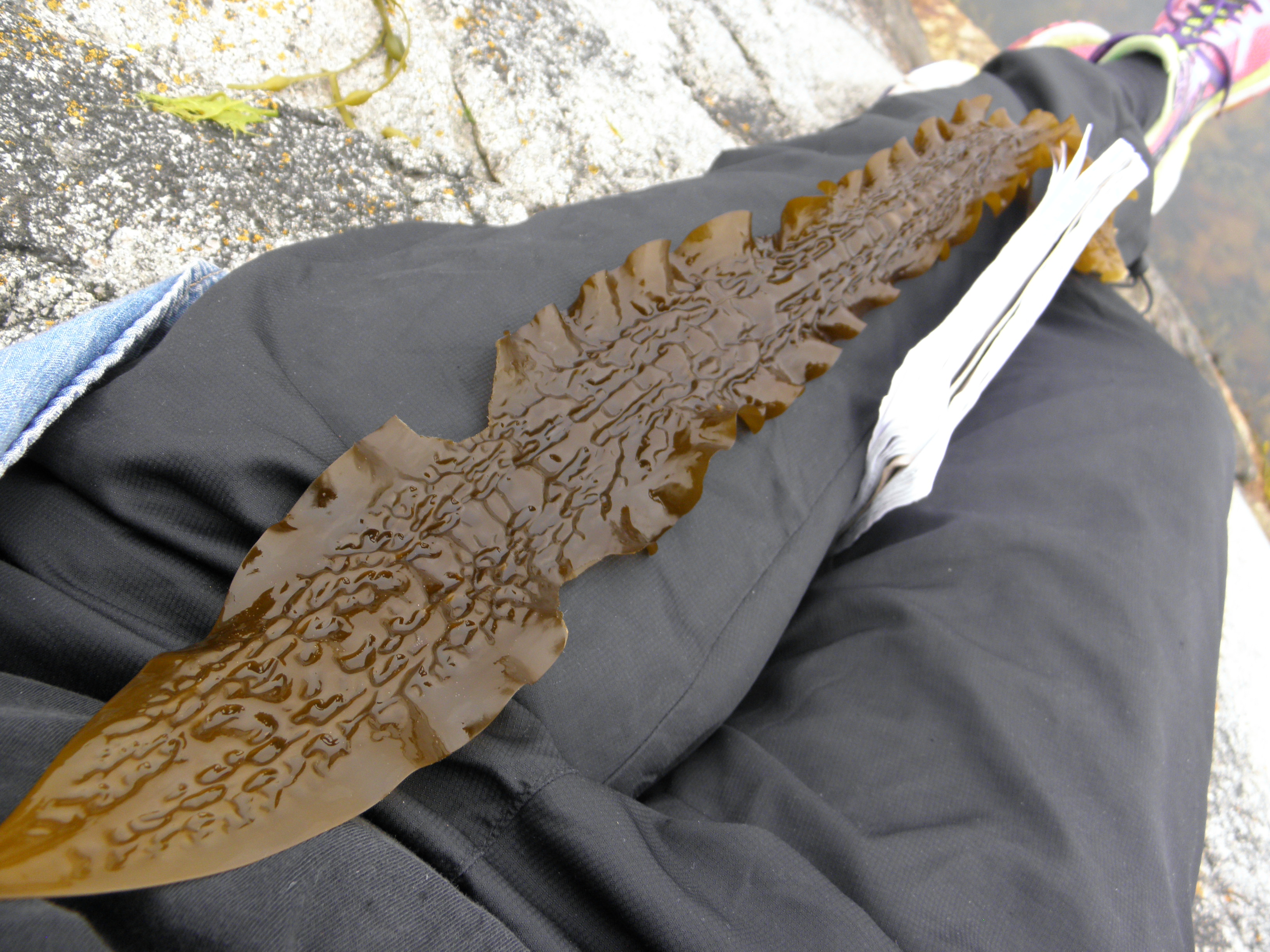
Sockertång (Saccharina latissima)
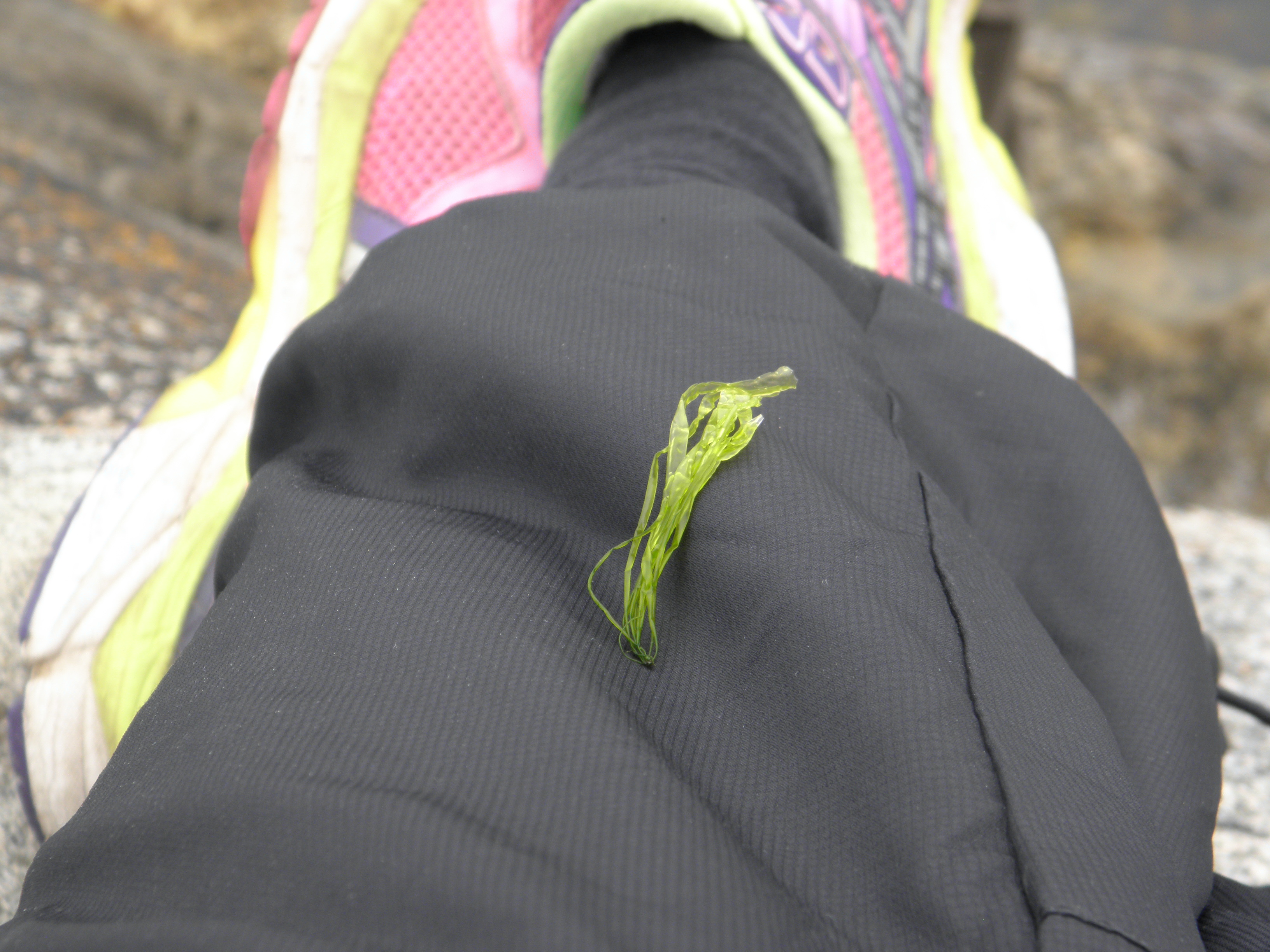
Rörhinna (Enteromorpha sp.)
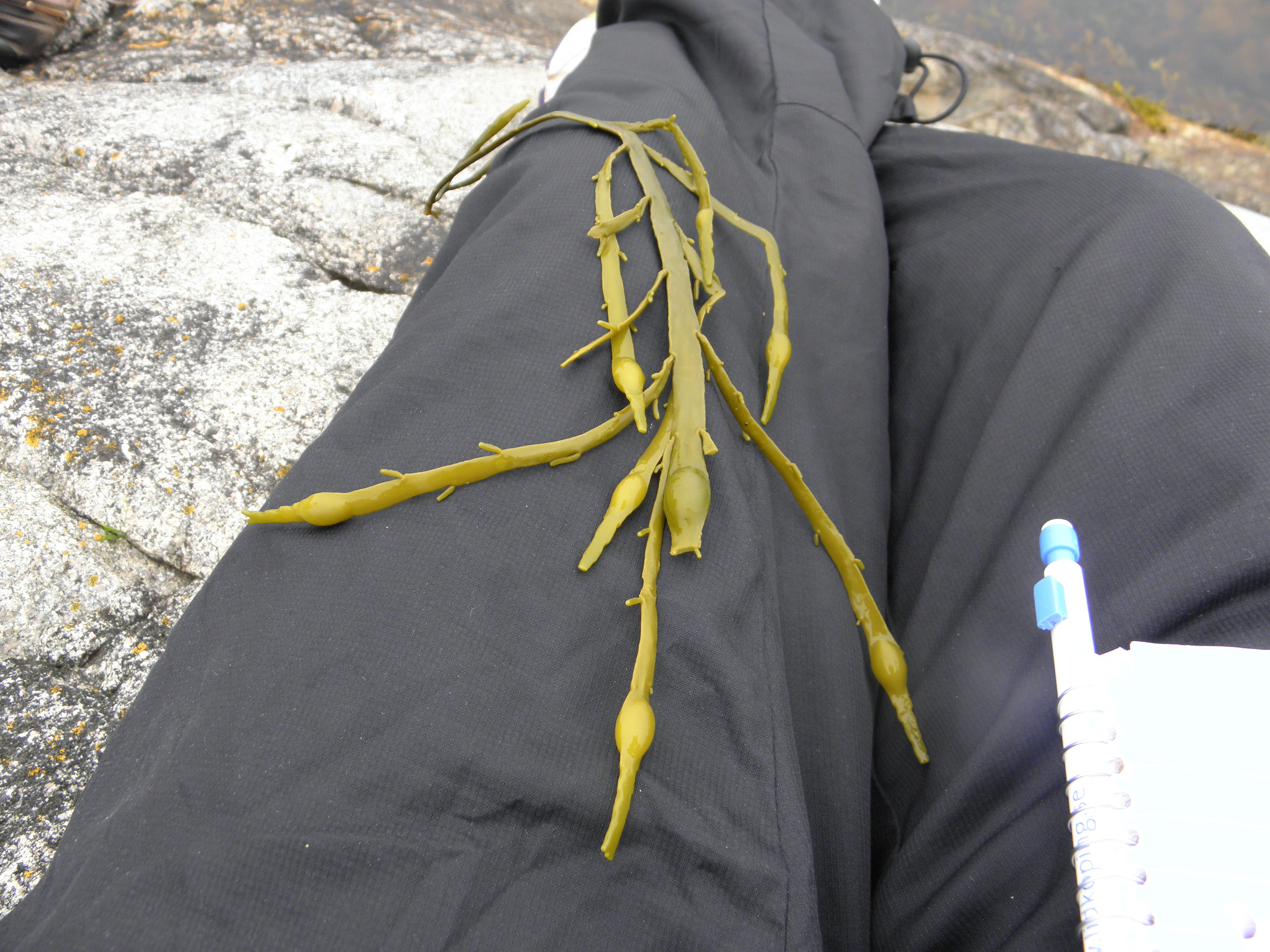
Knöltång (Ascophyllum nodosum)
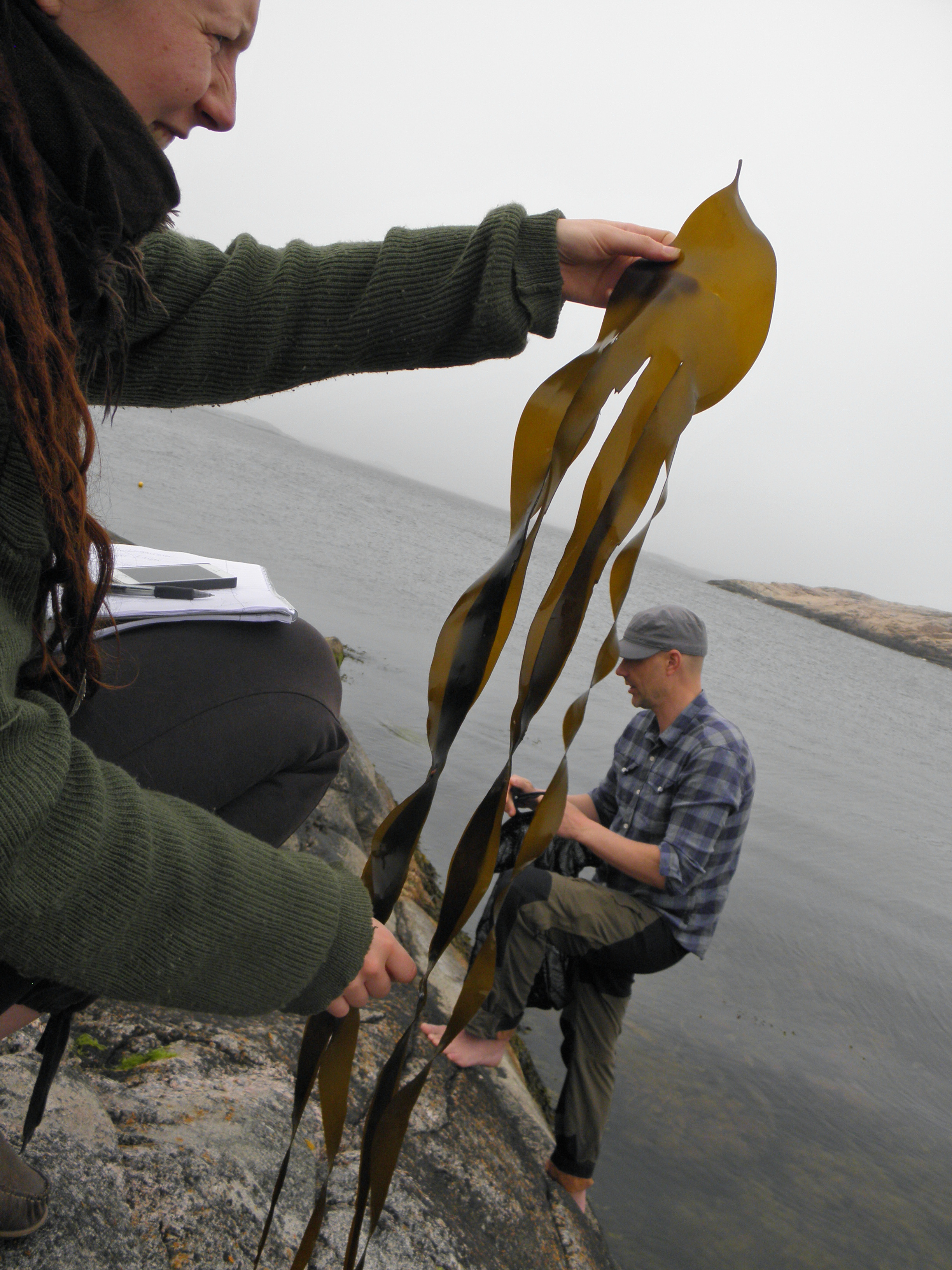
Fingertång (Laminaria digitata)
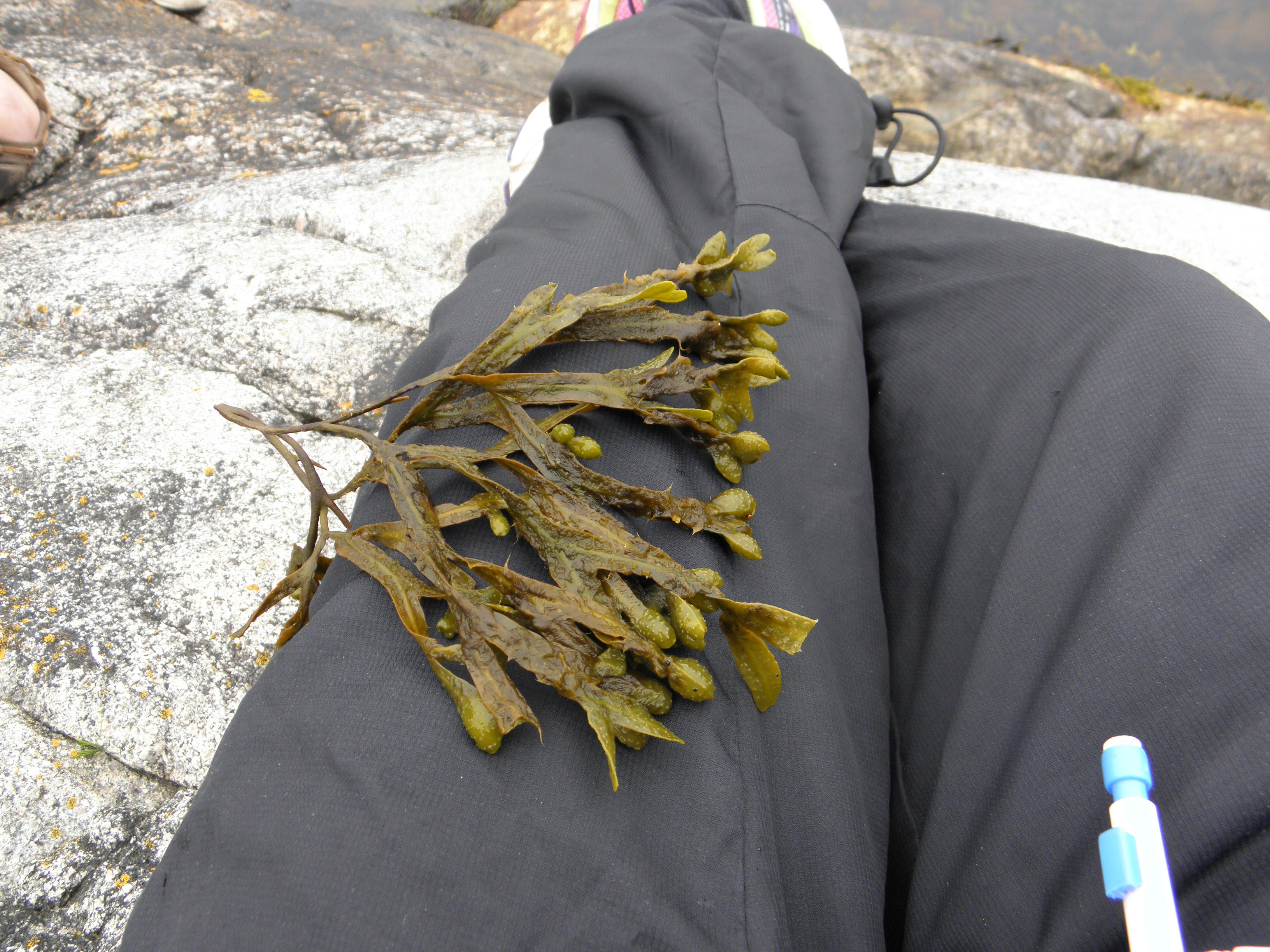
Blåstång (Fucus vesiculosus)